# Ernesto Cofiño
Ernesto Cofiño Ubico  (Ciudad de Guatemala, 5 de junio de 1899 – Ibidem., 17 de octubre de 1991) fue un médico guatemalteco, pionero de la investigación pediátrica en Guatemala,e impulsor de iniciativas para el desarrollo de la mujer y la defensa de la vida desde su concepción. Realizó una amplia labor asistencial y humanitaria en su país. Miembro supernumerario del Opus Dei, fue declarado venerable por la Iglesia católica (2023).

## Vida

### Formación académica
Ernesto Cofiño cursó sus primeros estudios en ciudad de Guatemala. Tras concluir sus estudios de bachillerato en 1917, tenía pensado comenzar sus estudios universitarios. Pero la Universidad de San Carlos de Guatemala se vio obligada a cerrar a consecuencia de los terremotos sufridos en 1917 y 1918. Además, la inestabilidad política del momento propició que comenzara sus estudios de Medicina en París, en la Universidad de la Sorbona en 1919. Robert Debré, prestigioso pediatra francés, dirigió su tesis doctoral: "La sensibilidad a la tuberculina en los niños vacunados por BCG". La tesis, que demostraba que la vacuna administrada por vía oral era capaz de positivizar la reacción tuberculínica, fue premiada con la Medalla de Plata de la Facultad de Medicina, tras su defensa el 6 de noviembre de 1929.
El 21 de mayo de 1933, contrajo matrimonio con Clemencia Samayoa (fallecida en 1963), en la capilla del Hospicio Nacional. Fueron padres de cinco hijos: Ernesto (1934), Clotilde Clemencia (1937), Sofía (1943), Roberto (1947) y José Luis (1956).
Trabó gran amistad con el Premio Nobel de Literatura Miguel Ángel Asturias.

### Investigación pediátrica
Pionero de la investigación pediátrica en Guatemala, ocupó la Cátedra de Pediatría de la Facultad de Medicina de la Universidad de San Carlos (USAC) desde 1936. Fue nombrado Director Médico de la Sociedad Protectora del Niño en 1934. También ganó por oposición la plaza de Jefe de Servicio del Hospital de San Juan de Dios el 10 de enero de 1939. En 1944 y 1945 trabajó en los Estados Unidos, invitado por el Departamento de Estado para conocer los últimos avances mundiales en la protección de la infancia. Concretamente en las Universidades de Duke y Minnesota, y en la Clínica Mayo.

### Labor asistencial
En 1945 regresó a Guatemala. Promovió iniciativas tales como asilos y centros asistenciales. De 1951 a 1955 fue director del Centro Educativo Asistencial (antiguo Hospicio Nacional); también dirigió la Sociedad Protectora del Niño (1940-1946) y la Lucha Nacional contra la Tuberculosis (1945-1946). Participó en la reorganización del Hospital antituberculoso de san Vicente, triplicando el número de pacientes, que pasó de cincuenta a ciento cincuenta enfermos. El 7 de diciembre de 1946 se inauguró la Unidad Asistencial de San Juan Sacatepéquez, una colonia infantil para niños tuberculosos. En 1955 fue acusado de malversación de fondos por la directiva del Club de Leones, del que dependía la colonia, y forzado a abandonarla. Al marcharse dejó un archivo con seis mil radiografías y más de mil observaciones clínicas, clasificadas y anotadas minuciosamente.
En 1949 visitó Francia y los Países Bajos acompañado por su mujer. El viaje fue importante para Guatemala, porque el doctor Cofiño trajo del Instituto de París, la vacuna antituberculosa BCG, con la que se consiguieron salvar miles de vidas humanas.
El 12 de julio de 1951 fue nombrado Director del Centro Educativo Asistencial (CEA), desde donde seleccionó a los niños realmente necesitados para que sólo vivieran allí los niños sin familia. Se negó a aceptar recomendaciones, creó un buen servicio pediátrico y modificó el sistema de dormitorios, acabando con el hacinamiento y reorganizando el servicio médico.
En el verano de 1953 conoció a Antonio Rodríguez Pedrezuela, un joven de veintisiete años, ordenado pocos meses antes, que había venido a Guatemala para desarrollar la labor apostólica del Opus Dei, y con quien tuvo dirección espiritual. El 6 de diciembre de 1956 solicitó la admisión en el Opus Dei como supernumerario. Fue el primer supernumerario del Opus Dei en Centroamérica.
En octubre de 1965 viajó a Roma donde conoció a Josemaría Escrivá, con quién conversó durante más de una hora. De regreso a Guatemala, y con la ayuda de su amigo Samuel Camhí, un empresario judío muy conocido en Guatemala, inauguraron el  nuevo edificio de Junkabal, un centro dirigido por mujeres del Opus Dei, ubicado en la zona 3, próximo al basurero.  
Organizó la distribución de alimentos en zonas pobres. Su labor ha sido reconocida con la creación del Premio a la Solidaridad “Dr. Ernesto Cofiño Ubico”, que se otorga anualmente desde el 13 de marzo de 2000 en la Universidad del Istmo.
Su pasión por la defensa de la vida tenía su origen en sus años parisinos junto a Robert Debré. Se carteó con Jerome Lejeune. Impidió, con el apoyo de la mayoría de los congresistas del parlamneto guatemalteco que el proyecto de Ley de liberalización del aborto se aprobara.

### Enfermedad y fallecimiento
A comienzos de agosto de 1981, Ernesto comenzó con unos dolores en la mandíbula. Tras hacerse unas pruebas el 20 de agosto, el médico le confirmó que tenía un carcinoma en la mucosa oral que se había extendido a la mandíbula izquierda. Se trasladó a Houston, donde le amputaron la mandíbula y le pusieron una prótesis interna. 
El 17 de octubre de 1991, en torno a las siete y cuarto de la mañana, falleció a causa del cáncer. Fue enterrado, junto a su mujer, en la Iglesia de nuestra Señora de la Paz de la capital guatemalteca.

## Proceso de Beatificación
El 31 de julio de 2000 se hizo público el Decreto de Introducción de la Causa de Canonización de Ernesto Cofiño, en un acto presidido por Próspero Penados del Barrio, arzobispo de Guatemala. El mismo prelado presidió la conclusión de la fase diocesana, el 5 de abril de 2001. Ese día se presentaron las actas y el resto de documentación del proceso diocesano a la Congregación para las Causas de los Santos (Roma), que otorgó el Decreto de validez del proceso en 2002. Desde entonces se trabaja en la Positio sobre la vida y virtudes del siervo de Dios.
El 16 de febrero de 2021, el postulador de la causa de beatificación, el sacerdote Miguel de Salis, entregó a la Congregación para las Causas de los Santos la Positio super vita, virtutibus et fama sanctitatis (sobre la vida, las virtudes y la fama de santidad) del siervo de Dios Ernesto Cofiño.
El 14 de diciembre de 2023, el Papa Francisco, con el voto favorable del Dicasterio  de las Causas de los Santos, autorizó que se publique el decreto por el que se declara venerable a Ernesto Cofiño.

## Asociaciones e instituciones a las que perteneció
- Miembro honorario de la Northwest Pediatric Society.
- Delegado de Guatemala para el Instituto Interamericano del Niño.
- Socio Fundador y Presidente de la Asociación Pediátrica de Guatemala.
- Miembro honorario del Colegio de Médicos y Cirujanos de Guatemala (30 de marzo de 1979)

## Premios
Recibió diversos reconocimientos, entre los que destacan:
- Medalla de Oro de la Universidad de San Carlos (3 de octubre de 1969)
- la Legión de Honor de Francia.
- Insignia de Esmalte, concedida por la Sociedad Protectora del Niño (1946)